# Финал Кубка европейских чемпионов 1956
Финал Кубка европейских чемпионов 1956 года — финальный матч розыгрыша Кубка европейских чемпионов 1955/56, 1-го сезона в истории Кубка европейских чемпионов. Этот футбольный матч состоялся 13 июня 1956 года, на стадионе «Парк де Пренс» в Париже. В матче встретились испанский «Реал Мадрид» и французский «Реймс». Матч проходил в упорной борьбе. К 10-й минуте «Реймс» вёл со счётом 2:0, но «Реал Мадрид» отыгрался, на 62-й минуте французский клуб снова вышел вперёд, и снова испанцы сравняли счёт, а на 79-й минуте благодаря голу Эктора Риаля «Реал Мадрид» добился преимущества 4:3. Этот результат сохранился до финального свистка. «Реал Мадрид» стал первым клубом, выигравшим Кубок европейских чемпионов. Эта победа стала первой из пяти побед подряд в этом турнире.

## Отчёт о матче
| Реал Мадрид                                   | 4:3     | Реймс                                 |
| --------------------------------------------- | ------- | ------------------------------------- |
| Ди Стефано 14′ · Риаль 30′ 79′ · Маркитос 67′ | (отчёт) | Леблон 6′ · Темплин 10′ · Идальго 62′ |

| Реал Мадрид | Реймс |

| Реал Мадрид:    |    |                     |
|                 |    |                     |
| Вр              | 1  | Хуан Алонсо         |
| Защ             | 2  | Анхель Атьенса      |
| Защ             | 3  | Маркитос            |
| Защ             | 4  | Рафаэль Лесмес      |
| Защ             | 5  | Мигель Муньос(к)    |
| ПЗ              | 6  | Хосе Мария Саррага  |
| ПЗ              | 7  | Хосеито             |
| ПЗ              | 8  | Рамон Марсаль       |
| ПЗ              | 9  | Альфредо Ди Стефано |
| Нап             | 10 | Эктор Риаль         |
| Нап             | 11 | Пако Хенто          |
| Главный тренер: |    |                     |
| Хосе Вильялонга |    |                     |

| Реймс:          |    |                 |
|                 |    |                 |
| Вр              | 1  | Рене-Жан Жаке   |
| Защ             | 2  | Симон Зимни     |
| Защ             | 3  | Робер Жонке (к) |
| Защ             | 4  | Рауль Жиродо    |
| ПЗ              | 5  | Мишель Леблон   |
| ПЗ              | 6  | Робер Сьятка    |
| ПЗ              | 7  | Мишель Идальго  |
| ПЗ              | 8  | Леон Гловацки   |
| ПЗ              | 9  | Раймон Копа     |
| Нап             | 10 | Рене Блияр      |
| Нап             | 11 | Жан Темплин     |
| Главный тренер: |    |                 |
| Альбер Баттё    |    |                 |